# Angélique officinale
Pour les articles homonymes, voir Angélique.
Angelica archangelica
Espèce
L’angélique officinale, l’angélique vraie ou l’archangélique (Angelica archangelica) est une espèce de plantes à fleurs de la famille des Apiacées, utilisée comme plante condimentaire et médicinale pour ses pétioles, tiges et graines très aromatiques, et pour sa racine en phytothérapie.

## Dénomination, étymologie
Nom botanique : Angelica archangelica L., famille des Apiacées (ou ombellifères).
Noms communs : angélique officinale, angélique des jardins, angélique des prés, angélique vraie, grande angélique, herbe aux anges, herbe du Saint-Esprit, herbe impériale, racine du Saint-Esprit. (da : Kvan, de : Engelwurz, en : angelica, es : angélica, it : angelica).

## Habitat et répartition

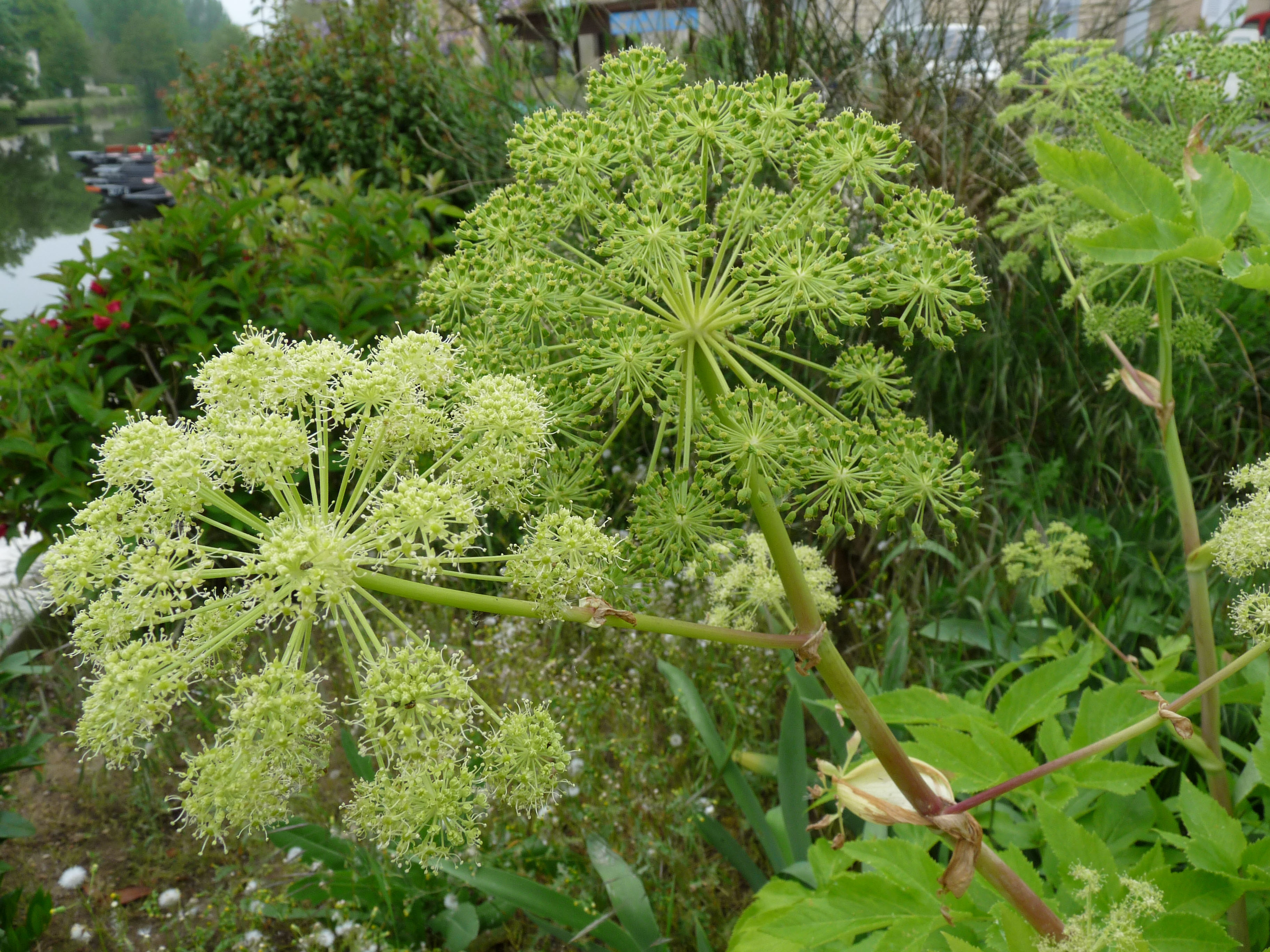
Angéliques au bord de la Sèvre niortaise dans le Marais poitevin.

On la trouve notamment sur les berges de zones humides, dans les mégaphorbiaies, sur les bords de fossés.
Elle est répartie à l'état spontané en Europe du Nord (Scandinavie, jusqu'en Laponie), de l'Est (Russie) et localement en Europe centrale (Allemagne, Pologne), mais aussi Islande, au Groenland, en Sibérie et dans l’Himalaya. C'est surtout une espèce de climat froid (forêt boréale et toundra). Elle est cultivée et acclimatée depuis longtemps dans le reste de l'Europe et localement naturalisée dans les habitats humides.

## Description

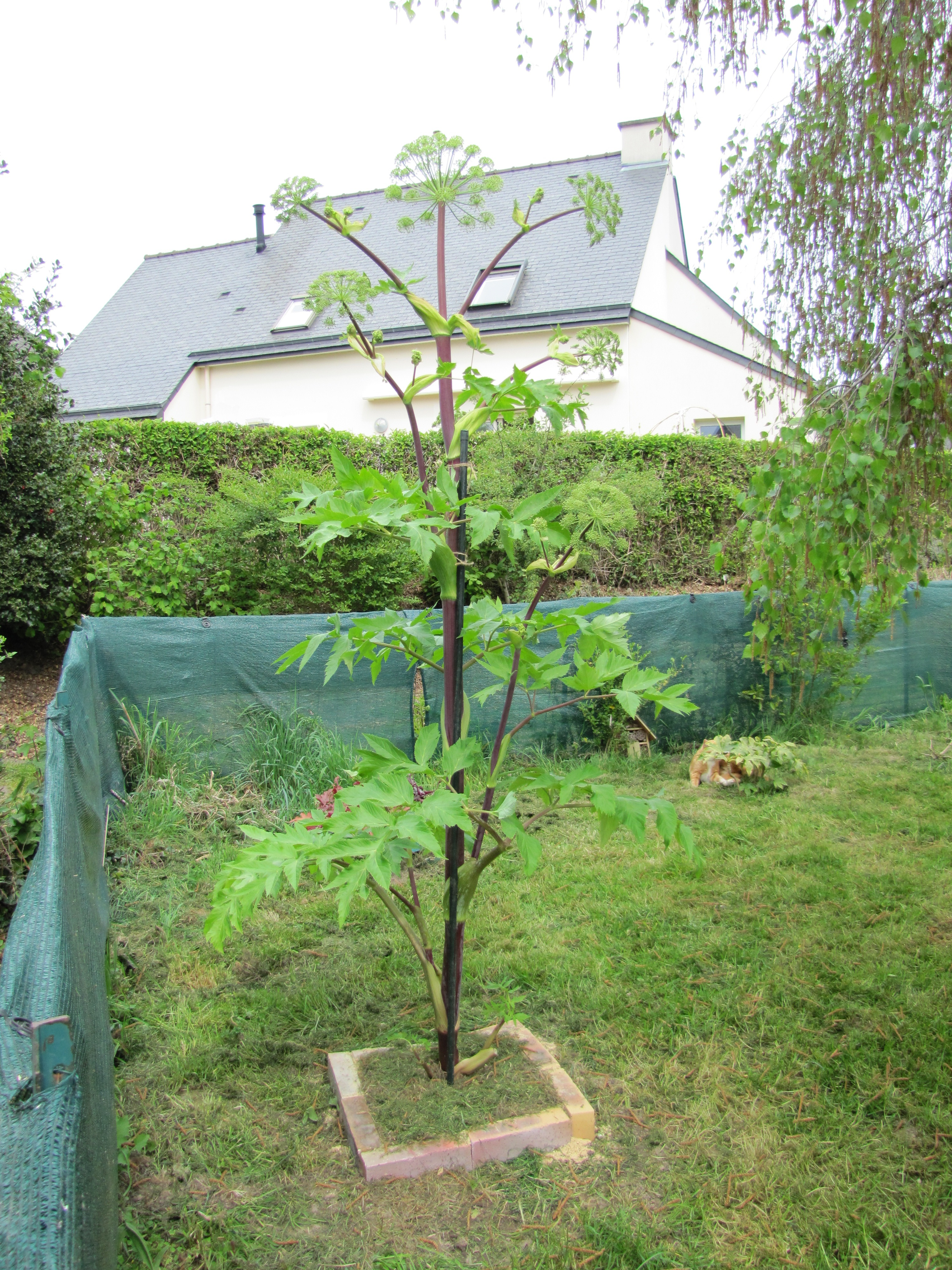
Plant d'angélique.

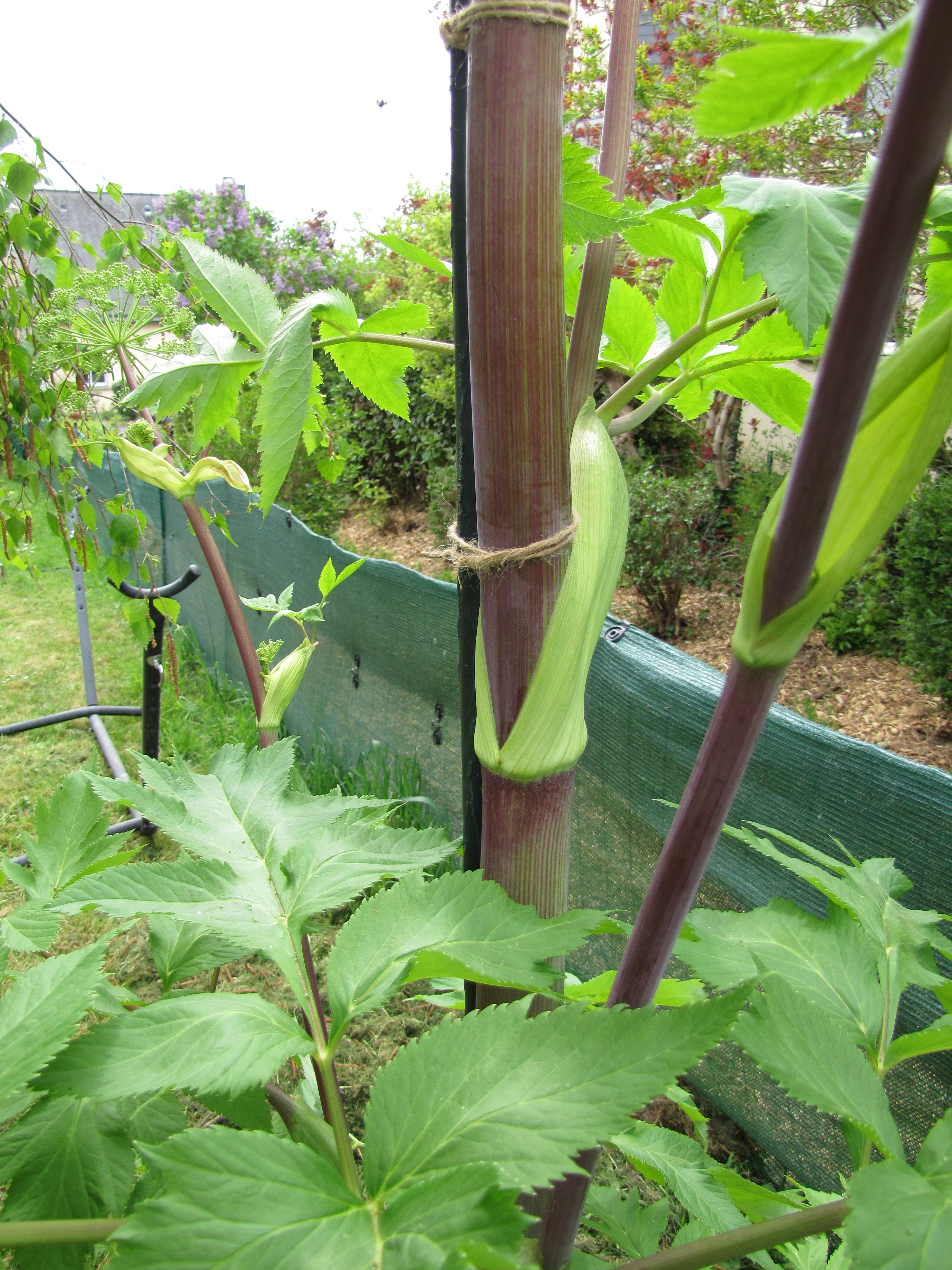
Tige d'angélique.

C'est une plante herbacée bisannuelle, très aromatique, mesurant de un à deux mètres de haut, jusqu'à 2,5 m.
Les feuilles sont poilues sur la face inférieure, à long pétiole, finement divisées, avec le segment terminal trilobé (si ce segment n'est pas lobé, il s'agit probablement d'Angelica sylvestris dont les feuilles sont par ailleurs glabres).
L'inflorescence est une grande ombelle composée (ombelles d'ombellules) de fleurs verdâtres (si les fleurs sont blanches, il s'agit probablement d'Angelica sylvestris).

## Statut
Cette plante est protégée dans le Nord-Pas-de-Calais.

## Culture
L'angélique apprécie un sol frais, voire humide, légèrement acide.
Sa zone de rusticité se situe entre 4 et 8.
Elle se multiplie par semis, de juillet à septembre.
La récolte se fait la seconde année pour les pétioles et tiges coupés avant la floraison, et la troisième année pour les graines, lesquelles perdent rapidement leur pouvoir germinatif et doivent être semées peu de temps après leur récolte.

## Utilisation

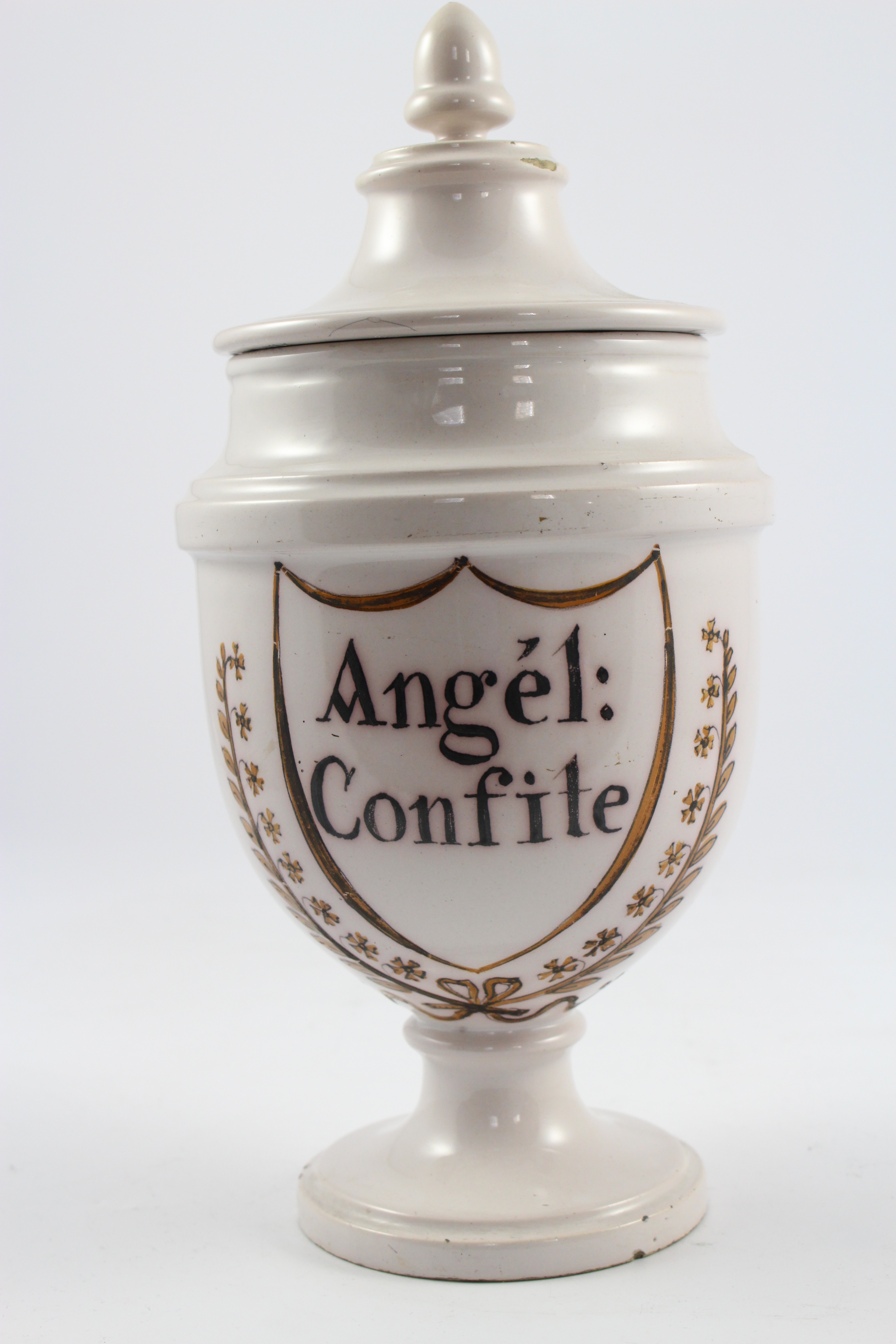
Pot à pharmacie pour angéliques confites, au Musée des Hospices civils de Lyon

### Usage culinaire
Originaire de Scandinavie, l’angélique est importée en France via les Ardennes au XIIe siècle. À cette époque, elle est utilisée dans les cloîtres d’Europe centrale pour ses propriétés anti-pesteuses.
Pétioles et tiges sont aujourd'hui utilisées en pâtisserie et confiserie sous forme de fruits confits, l'angélique, ou comme liqueur,,. C'est une spécialité de la ville de Niort depuis le XVIIIe siècle,. L'angélique était aussi d'un usage traditionnel en Auvergne, où on en récoltait encore 250 tonnes par an au milieu du XXe siècle. Les feuilles tendres peuvent servir de condiment pour aromatiser salades et potages.

### Distillerie
- Graines et tiges servent à la préparation de liqueurs.

### Usage traditionnel
Les activités biologiques attribuées à la plante comprennent une activité anti-anxiété, une activité anticonvulsivante, une activité pro-cognition, une activité antivirale, un potentiel inhibiteur de la cholinestérase, une activité anti-inflammatoire, une activité gastroprotectrice et une activité radioprotectrice.
Sa racine est un excellent tonique de l'état général, contre la fatigue, l'asthénie.[citation nécessaire]
La racine d'angélique contient une huile essentielle qui est bénéfique pour tout le système digestif.[citation nécessaire]
L'angélique se révèle être un bon stimulant de l'appareil digestif (stomachique). Indiquée en cas de douleurs et spasmes intestinaux, dyspepsies (mauvaises digestions). L'angélique évite la formation de gaz intestinaux qui peuvent provoquer des problèmes de ballonnements et d'aérophagie.[citation nécessaire]
Outre ses vertus carminatives, l'huile essentielle a également des propriétés sédatives, particulièrement indiquée en cas d'anxiété, de fatigue nerveuse, d'insomnie et de troubles du sommeil.[citation nécessaire]
Enfin, l'huile essentielle est également citée pour ses propriétés anticoagulantes.[citation nécessaire]
Les propriétés anxiolytiques de la plante seraient liées aux coumarines (impératorine et isoimpératorine) qu'elle contient
Brunetto Latini a mentionné le nom de cette plante médicinale dans son ouvrage "Li livres dou Tresor", écrit en ancien français. Elle n'est pas citée dans le capitulaire De Villis de Louis le Pieux.

### Contre-indication et effets indésirables
La plante peut avoir une action abortive et elle est donc contre-indiquée durant la grossesse.
La présence de furocoumarines (substances pigmentantes et photosensibilisantes) peut favoriser des réactions lors de bains de soleil ou d'exposition intensive aux rayons UV.[citation nécessaire]

## L'herbe aux anges

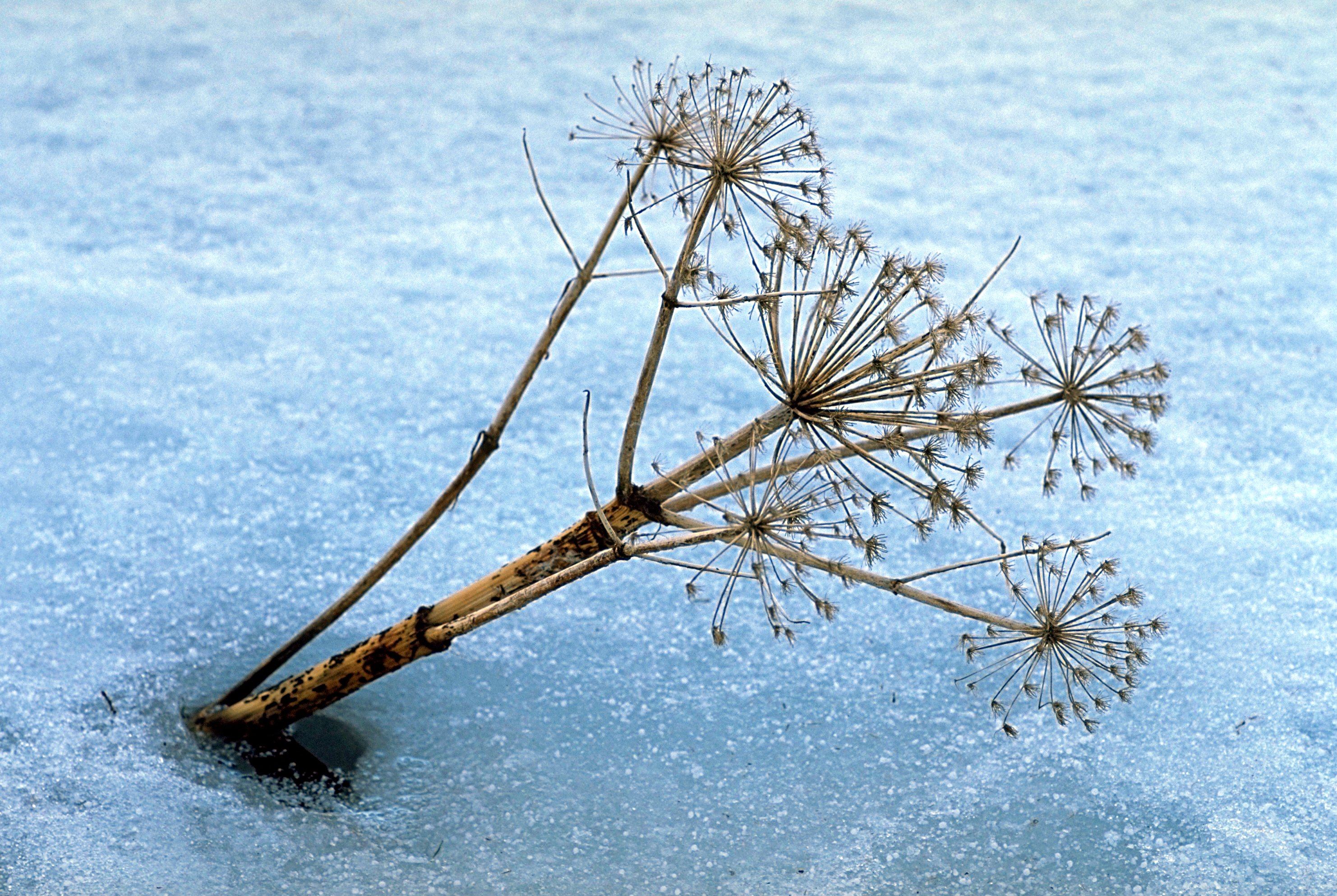
Angelica archangelica

L’angélique, dite encore « herbe aux anges », doit son nom à ses prétendues vertus magiques  et à l'odeur aromatique suave et musquée qu'elle répand. Cette ombellifère géante passait en effet pour conjurer les envoûtements et les sorciers ne résistaient pas à sa bonne odeur. Accrochée au cou des enfants, elle les protégerait en particulier des maléfices de toute nature. Mais elle pouvait également servir d’amulette aux adultes.[citation nécessaire]
Les médecins de la Renaissance la surnommaient « racine du Saint-Esprit », à cause de ses « grandes et diverses propriétés contre de très-graves maladies ». Ainsi Paracelse (1490-1541) rapporte-t-il que, lors des grandes épidémies de peste de 1510, de nombreux Milanais furent sauvés grâce à ses prescriptions : de l'angélique en poudre dissoute dans du vin. Selon Olivier de Serres (1539-1619), la précieuse plante « sert à tenir la personne joyeusement ».
Édité en 1716, un Dictionnaire botanique et pharmaceutique à durable succès qualifie l’angélique de « stomacale, cordiale, céphalique, apéritive, sudorifique, vulnéraire. Elle résiste au venin. On l’emploie pour la peste, pour les fièvres malignes, pour la morsure du chien enragé, à laquelle on l’applique en cataplasme. On en avale un dragme contre la peste, qui chasse le venin par la sueur. »
L’angélique pousse à l’état sauvage dans les régions septentrionales et en Europe centrale. Elle n'est plus guère cultivée pour la confiserie et la liquoristerie qu'à Niort et dans la plaine de la Limagne, au nord de Clermont-Ferrand.[citation nécessaire]
Il existe en France au moins trois espèces sauvages voisines: Angelica sylvestris, présente à peu près partout sauf sur le pourtour méditerranéen, l'Angélique des estuaires des grands estuaires du littoral atlantique, et, sur les flancs du Canigou, l'angélique de Razouls (Angelica razulii), que les amateurs traquent dès le début de l’été, pour la Saint-Jean en particulier. Afin de la distinguer de la redoutable ciguë, il suffit de froisser quelques feuilles : l’angélique dégage une odeur agréable, alors que la ciguë empeste.[citation nécessaire]
On lui prête de multiples vertus : les différentes parties de la plante possèdent en effet les diverses propriétés médicinales anciennement reconnues. Tonique, excitante, stomachique, sudorifique, emménagogue, carminative…, l’herbe aux anges pourrait concurrencer le ginseng de Corée.[citation nécessaire]